# Antheraea ceramensis
Antheraea ceramensis är en fjärilsart som beskrevs av Eugène Louis Bouvier 1930. Antheraea ceramensis ingår i släktet Antheraea och familjen påfågelsspinnare. Inga underarter finns listade i Catalogue of Life.